# Kleperberg
Der Kleperberg ist ein 332 m hoher Berg östlich oberhalb der Großstadt Göttingen, im Westen des Göttinger Walds im Landkreis Göttingen in Südniedersachsen (Deutschland).

## Geographie und Lage
Der seit 1871 unter Göttingens Oberbürgermeister Georg Merkel aufgeforstete und heute stark bewaldete Kleperberg erhebt sich an der Westabdachung des Göttinger Walds, einem südlichen Teil des Leineberglands, direkt östlich bzw. oberhalb des Ostviertels von Göttingen. Zu erreichen ist der Kleperberg nur auf Wald- und Wanderwegen.
Im Bereich des Tals der „Langen Nacht“ und des angrenzenden Kleperberghangs findet sich ein langgestreckter Graben des Keuper. Unterhalb des Kleperberges gab es ehemals einen Steinbruch (Abbildung).

## Vermessungspunkt „Kleper“
Auf dem Kleperberg war als trigonometrischer Dreieckspunkt „Kleper“ einer der ersten Vermessungspunkte der Hannoverschen Landesvermessung unter Carl Friedrich Gauß  (Gaußsche Landesaufnahme). Von dem damals unbewaldeten Punkt aus hat Gauß’ Mitarbeiter Georg Wilhelm Müller im Jahre 1836 die Richtung zu insgesamt 60 entfernten Dreieckspunkten der Landesvermessung gemessen, unter anderem zum Hohen Hagen und zur alten Göttinger Sternwarte. Der Gaußstein, auf dem der Theodolit für die Vermessung aufgebaut war, ist als Steinpfeiler mit Messplatte und darin eingelassenem Messbolzen erhalten.

## Bauwerke
Direkt neben dem Gaußstein steht auf dem Kleperberg der 1892 bis 1896 im romantischen Burgenstil erbaute, 31,5 m hohe Bismarckturm als Aussichtsturm, von dem aus man über den Baumwipfeln nach Westen über Göttingen und das Leinetal hinweg zum Kaufunger Wald, Dransfelder Stadtwald und Solling schauen kann. → eigener Artikel Bismarckturm (Göttingen).
Neben dem Bismarckturm befindet sich seit 1909 eine gemauerte Rundnische mit Ruhebank, die eine Widmungsinschrift für den Initiator des Turmbaus trägt: „Dem Andenken an Hermann Eckels“.
Rund 1 km nordwestlich der Bergkuppe des Kleperbergs steht am Hang in etwa 250 m Höhe der Eulenturm.
Rund 500 m südöstlich der Bergkuppe des Kleperbergs steht auf einem mit dem rund 1,5 km weiter nördlich gelegenen Hainberg verbundenen Bergkamm bzw. südöstlichen Ausläufer des Kleperbergs in etwa 330 m Höhe eine der beiden neuen Sternwarten Göttingens.

Bildergalerie
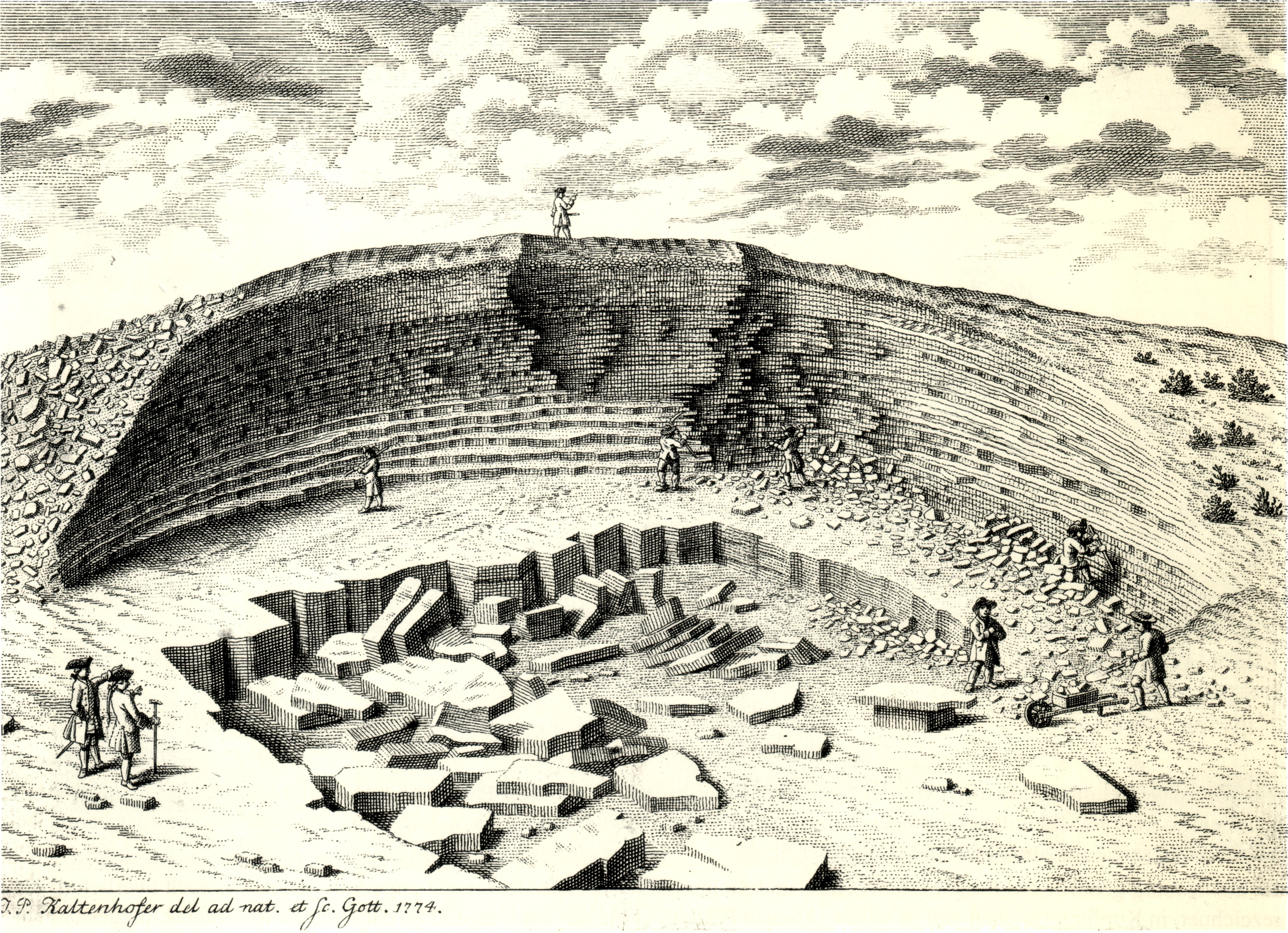
Steinbruch Kleper, Stich von Joel Paul Kaltenhofer (1774)
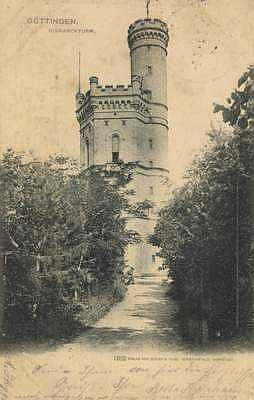
Bismarckturm auf dem Kleperberg, Ansichtskarte (1906)
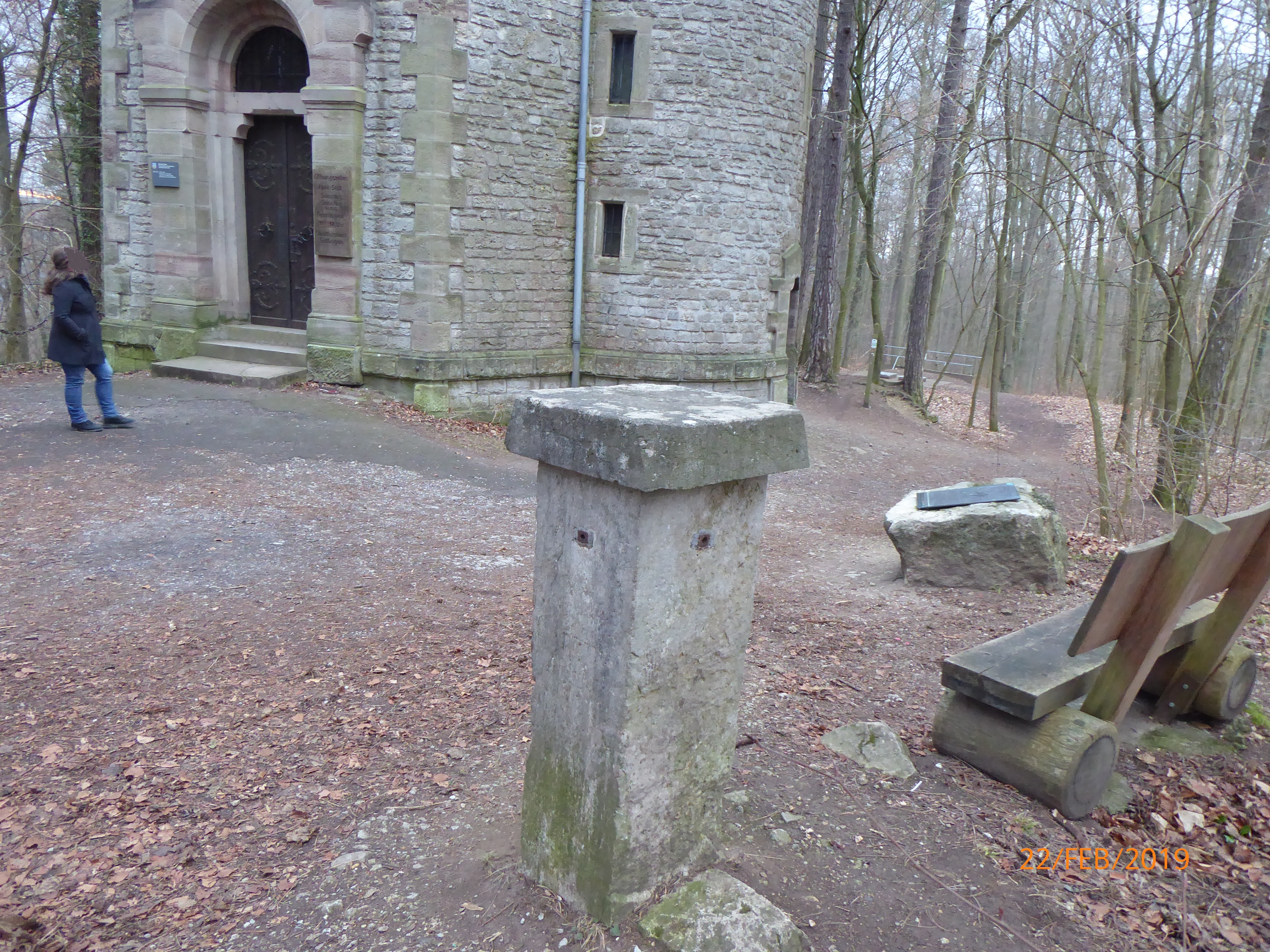
Vermessungspunkt „Kleper“, im Hintergrund der Bismarckturm (2019)
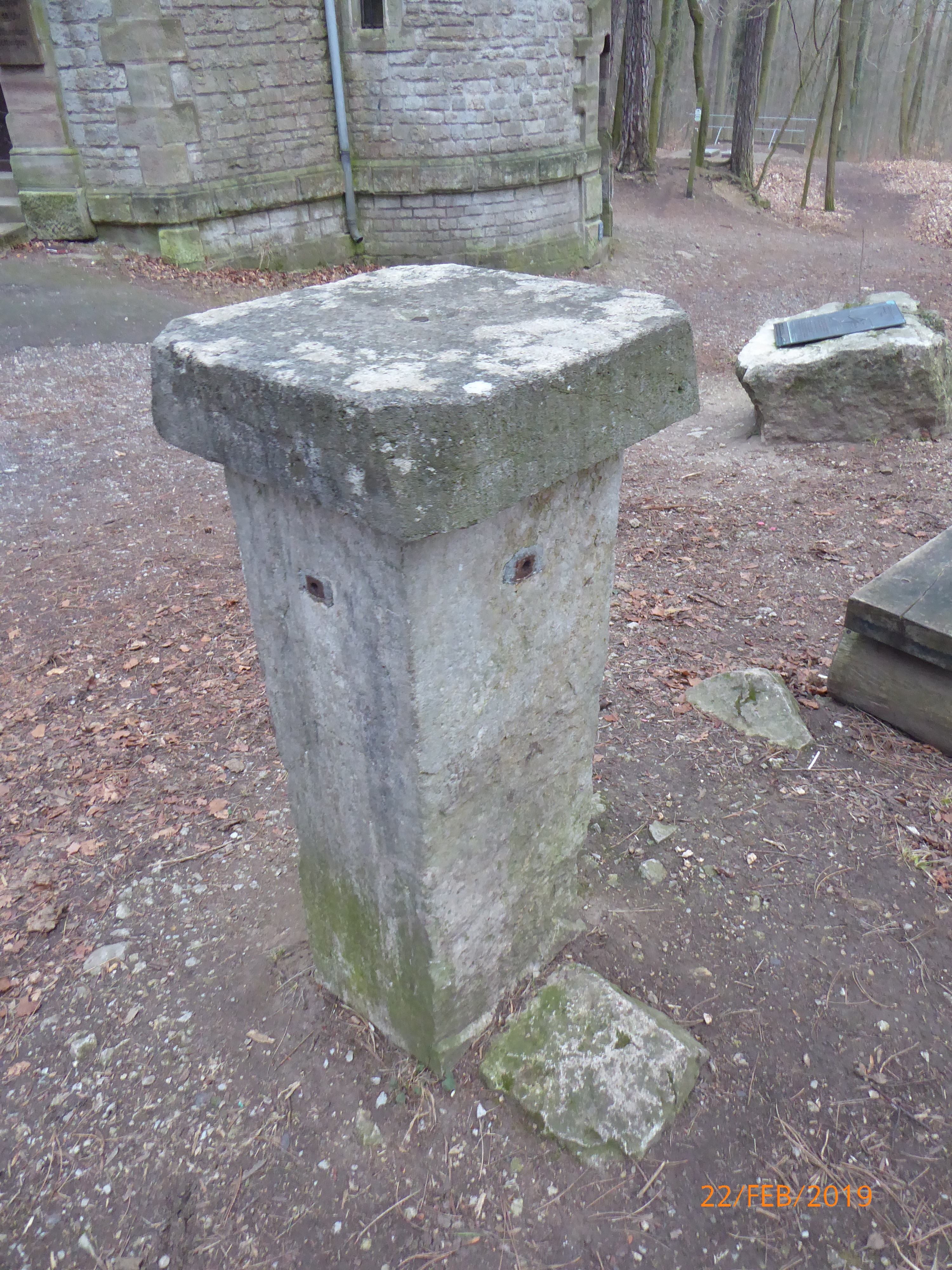
Vermessungspunkt „Kleper“ (2019)
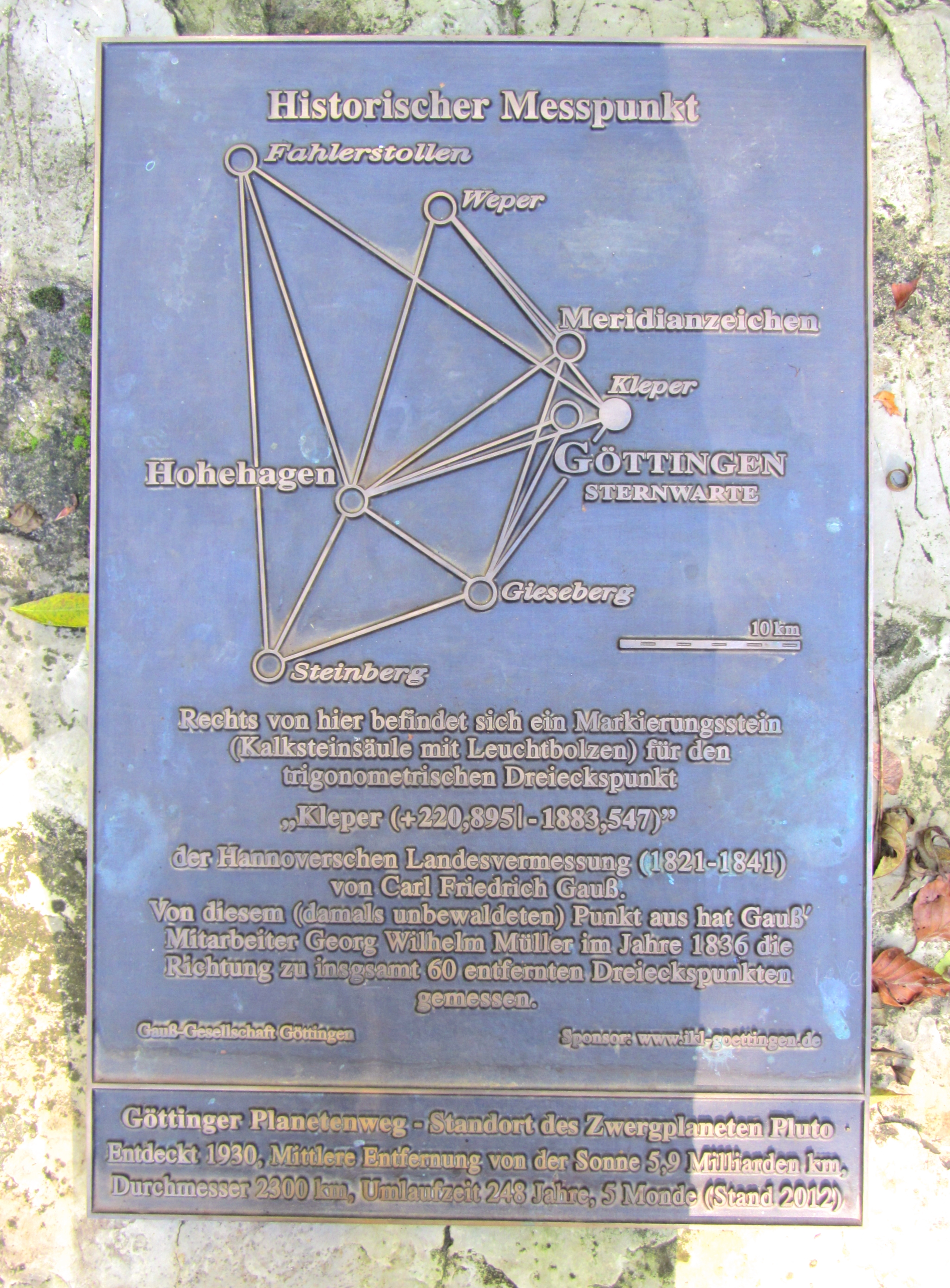
Informationstafel von 2013[7] der Göttinger Gauß-Gesellschaft zum Vermessungspunkt (2014)
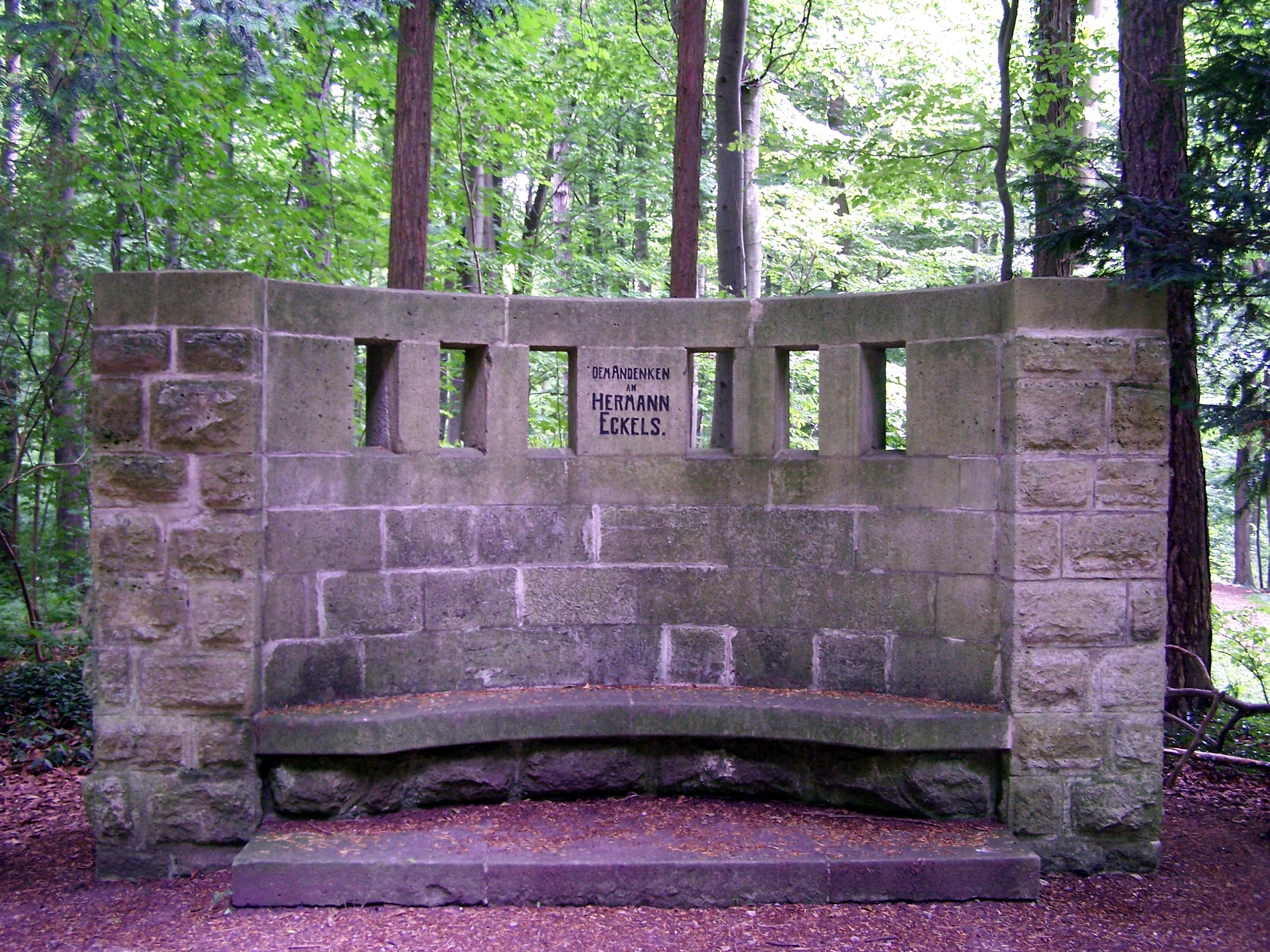
Hermann Eckels-Bank (2013)